# Тепи
Тепи (груз. ტეფი; осет. Тъеп) — село в Трусовском ущелье. Находится в Казбегском муниципалитете Грузии на левом берегу реки Терека.

## История
Этимология неизвестна, но можно отметить, что в Алагирском ущелье Северной Осетии есть гора Тепли (осет. Тъепле). До переселения в 1944 году в Тепи (Тепе) насчитывалось 45 дворов, преимущественно Каллаговых — выходцев из Джимары, и Калоевых из Закинского ущелья. В селении обследованы 3 башни и ганах. Особый интерес представляет одна из башен Каллаговых. Вход в неё украшен резьбой по камню с изображением мужских фигур в кавказской одежде, схематичным изображением животных, солярными знаками и петроглифами.